# Публій Помпоній Грецин
Публій Помпоній Грецин (лат. Publius Pomponius Graecinus; ? —38) — політичний і державний діяч Римської імперії, консул-суффект 16 року.

## Життєпис
Походив з роду Помпоніїв. Про батьків немає відомостей. За часів імператора Октавіана Августа увійшов до сенату. Зміцненню становища Публія Помпонія сприяло його одруження з представницею роду Азініїв.
За часи володарювання Октавіана Августа товаришував та надав підтримку поету Овідію. після заслання того, Помпоній листувався з ним. Овідій надіслав Грецині три листа, що відомі під назвою «Листи з Понту».
У 16 році призначено консулом-суффектом разом з Гаєм Вібієм Руфом. Нічим суттєвим на своїй посаді не відзначився. У 21 році увійшов до колегії арвальських братів. Помер у 38 році.

## Родина
Дружина — Азінія, донька Гая Азінія Галла, консула 8 року
Діти:
- Публій Помпоній Грецин
- Помпонія Грецина, дружина Авла Плавція, консула-суффекта 29 року